# Rio Preto (Santa Catarina)
Pour les articles homonymes, voir Rio Preto.
 (août 2014).
Le rio Preto est un cours d'eau brésilien de l'État de Santa Catarina. Il naît sur le territoire de la municipalité de Rio Negrinho qu'il ne quitte pas. Il fait partie du bassin hydrographique du rio Paraná.
C'est un affluent de la rive gauche du rio Negro.